# Dijete i društvo
Dijete i društvo bio je hrvatski znanstveni i stručni časopis za promicanje prava djeteta.

## O časopisu
Časopis je izlazio od 1999. do 2011. godine. Nakladnici časopisa bili su Državni zavod za zaštitu obitelji, materinstva i mladeži, a od 2004. godine Ministarstvo obitelji, branitelja i međugeneracijske solidarnosti Republike Hrvatske. Urednica je bila Dubravka Maleš. 

## Povezano
- Umjetnost i dijete